# Episodi di Tre cuori in affitto (ottava stagione)
L'ottava stagione della sitcom Tre cuori in affitto è stata trasmessa negli Stati Uniti dal 27 settembre 1983 al 18 settembre 1984.
| nº | Titolo originale               | Titolo italiano            | Prima TV USA      | Prima TV Italia |
| -- | ------------------------------ | -------------------------- | ----------------- | --------------- |
| 1  | Jack, Be Quick                 | Jack, fai presto !         | 27 settembre 1983 | 1989            |
| 2  | She Loves Me, She Loves Me Not | M'ama, non m'ama           | 4 ottobre 1983    | 1989            |
| 3  | The Money Machine              | La macchina sputa denaro   | 18 ottobre 1983   | 1989            |
| 4  | Out on a Limb                  | Attento al critico         | 25 ottobre 1983   | 1989            |
| 5  | Alias Jack Tripper             | Alias Jack Tripper         | 1º novembre 1983  | 1989            |
| 6  | Hearing Is Believing           | Il mestiere di Doreen      | 8 novembre 1983   | 1989            |
| 7  | Grandma Jack                   | Nonno Jack                 | 22 novembre 1983  | 1989            |
| 8  | Like Father, Like Son          | Tale padre, tale figlio    | 29 novembre 1983  | 1989            |
| 9  | The Odd Couples                | Le strane coppie           | 6 dicembre 1983   | 1989            |
| 10 | Now You See It, Now You Don't  | Si gioca                   | 13 dicembre 1983  | 1989            |
| 11 | The Charming Stranger          | Un affascinante forestiero | 20 dicembre 1983  | 1989            |
| 12 | Janet Shapes Up                | Janet si tiene in forma    | 3 gennaio 1984    | 1989            |
| 13 | Itching for Trouble            | Pruriti pericolosi         | 10 gennaio 1984   | 1989            |
| 14 | Baby, It's Cold Inside         | Fa freddo qui dentro       | 17 gennaio 1984   | 1989            |
| 15 | Look What I Found              | Guardate cosa ho trovato   | 24 gennaio 1984   | 1989            |
| 16 | Jack's Tattoo                  | Il tatuaggio di Jack       | 31 gennaio 1984   | 1989            |
| 17 | Jack Takes Off                 | Jack si spoglia            | 21 febbraio 1984  | 1989            |
| 18 | Forget Me Not                  | Non ti scordar di me       | 28 febbraio 1984  | 1989            |
| 19 | The Heiress                    | L'ereditiera               | 6 marzo 1984      | 1989            |
| 20 | Cupid Works Overtime           | Cupido fa gli straordinari | 13 marzo 1984     | 1989            |
| 21 | Friends and Lovers: Part 1     | Amici e amanti: Parte 1    | 18 settembre 1984 | 1989            |
| 22 | Friends and Lovers: Part 2     | Amici e amanti: Parte 2    | 18 settembre 1984 | 1989            |

## Jack, fai presto!
- Titolo originale: Jack, Be Quick
- Diretto da: Dave Powers
- Scritto da: Joseph Staretski e Martin Rips

### Trama
Cheryl, la fidanzata di Jack, chiede al ragazzo di mettere su famiglia, ma lui rifiuta.
- Guest stars: Joanna Kerns (Cheryl) e Robyn Peterson (Tammy).

## M'ama, non m'ama
- Titolo originale: She Loves Me, She Loves Me Not
- Diretto da: Dave Powers
- Scritto da: Babette Wilk ed Arlan Gutenberg

### Trama
Larry scopre un quiz su una rivista e pensa che una delle ragazze sia innamorata di Jack.
- Note: Don Knotts è assente in questo episodio.

## La macchina sputa denaro
- Titolo originale: The Money Machine
- Diretto da: Dave Powers
- Scritto da: Mike Weinberger

### Trama
Jack riceve erroneamente dei soldi in più da un bancomat e li nasconde nel divano, non sapendo che il signor Furley ha intenzione di sostituirlo.
- Guest stars: Gerald Hiken (Brody), Floyd Levine (Guardia), Chuck Lindsly (Guardia), Daniel Greene (Agente) ed Anne Ramsey (Signora).

## Attento al critico
- Titolo originale: Out on a Limb
- Diretto da: Dave Powers
- Scritto da: David Mirkin

### Trama
Jack scrive una lettera ad un famoso critico gastronomico, pensando stia per arrivare una recensione negativa sul suo ristorante. Quando il critico assicura a Jack che la recensione sarà favorevole, il ragazzo cerca di far sparire la lettera.
- Guest stars: Ken Olfson (Patrick Townsend), Gary Grubbs (Harry), Natalie Core (Signorina Fitsimmons), Dallas Alinder (Sam) e Tessa Richarde (Melissa).
- Note: Don Knotts è assente in questo episodio.

## Alias Jack Tripper
- Titolo originale: Alias Jack Tripper
- Diretto da: Dave Powers
- Scritto da: Mark Tuttle

### Trama
Jack ha due appuntamenti in contemporanea e chiede a Larry di fingersi lui. 
- Guest stars: Rita Wilson (Agnes Platt) e Lana Clarkson (Sharon Gordon).
- Note: Don Knotts è assente in questo episodio.

## Il mestiere di Doreen
- Titolo originale: Hearing Is Believing
- Diretto da: Dave Powers
- Scritto da: Neal Marlens

### Trama
Jack frequenta una sessuologa di nome Doreen, la cui esitazione a rivelare la sua professione porta Janet a pensare che sia una prostituta. 
- Guest stars: Brad Blaisdell (Mike), Macon McCalman (Roland Wood), Susan Walden (Doreen McMillan) e Ben Slack (John).
- Note: Richard Kline è assente in questo episodio.

## Nonno Jack
- Titolo originale: Grandma Jack
- Diretto da: Bob Priest e Michael Ross
- Scritto da: Mike Weinberger, Garry Ferrier ed Aubrey Tadman

### Trama
Jack si traveste per partecipare ad una gara di cucina aperta solo alle donne. 
- Guest stars: Parley Baer (Bert Landers), Cisse Cameron (Melody Wilson), Toni Sawyer (Marion Holman) ed Ellen Crawford (Brenda McNair).

## Tale padre, tale figlio
- Titolo originale: Like Father, Like Son
- Diretto da: Dave Powers
- Scritto da: Martin Rips e Joseph Staretski

### Trama
A Jack non piace che suo padre si impicci nei suoi affari e gli dice di rimanere fuori dalla sua vita. 
- Guest stars: Jordan Charney (Frank Angelino), Dick Shawn (Jack Tripper Senior), Marsha Haynes (Jennifer Gardner), Fran Ryan (Hilda) e Steffen Zacharias (Henry).
- Note: Richard Kline e Don Knotts sono assenti in questo episodio.

## Le strane coppie
- Titolo originale: The Odd Couples
- Diretto da: Dave Powers
- Scritto da: Ellen Guylas, Shelley Zellman e Neal Marlens

### Trama
A Terri viene offerta un'importante promozione, ma sospetta che per ottenerla dovrà intrattenere il suo capo. Su consiglio di Jack, la ragazza dice di essere sposata.
- Guest stars: John Reilly (Dottor Malcolm Kenderson), Judith-Marie Bergan (Gail Kenderson), Bob Tzudiker (Signor Jones) ed Amy Stuckey (Sue Anne).
- Note: Don Knotts è assente in questo episodio.

## Si gioca
- Titolo originale: Now You See It, Now You Don't
- Diretto da: Dave Powers
- Scritto da: David Mirkin

### Trama
Jack finge di essere ricco per impressionare la sua nuova ragazza.
- Guest stars: Deborah Tranelli (Jessica Barrish), John David Carson (Bradley Hastings), Archie Lang (Barry), Beverly Dixon (Evelyn), Reid Shelton (Nathan Barrish), Glenn Ash (Signore), Michael Yama (Signore) e Richard Partlow (Signore).

- Note: Don Knotts è assente in questo episodio.

## Un affascinante forestiero
- Titolo originale: The Charming Stranger
- Diretto da: Dave Powers
- Scritto da: Budd Grossman e George Burditt

### Trama
Il nuovo vicino inglese incanta Janet, Terri ed il signor Furley, ma Jack è sospettoso e crede che l'uomo sia un ladro.
- Guest stars: Laurence Guittard (Leslie Bennington) e Jerry Layne (Voce).
- Note: Richard Kline è assente in questo episodio.

## Janet si tiene in forma
- Titolo originale: Janet Shapes Up
- Diretto da: Dave Powers
- Scritto da: Joseph Staretski e Martin Rips

### Trama
Janet decide di cambiare lavoro e diventa un'istruttrice di aerobica. Dopo la sua prima lezione, Jack conosce una ragazza che, pur di uscire con lui, lo ricatta dicendogli che licenzierà Janet se lui non accetta il suo invito.
- Guest stars: Victoria Carroll (Tina), Douglas Alan Shanklin (Ron) e Jacque Lynn Colton (Signora).

## Pruriti pericolosi
- Titolo originale: Itching for Trouble
- Diretto da: Dave Powers
- Scritto da: Sandy Krinski e Chet Dowling

### Trama
Jack incontra una sua vecchia amica al parco. Il signor Furley si unisce a loro e prendono l'orticaria.
- Guest stars: Don Sparks (Francis Kirk) e Greta Blackburn (Robyn Kirk).
- Note: Richard Kline è assente in questo episodio.

## Fa freddo qui dentro
- Titolo originale: Baby, It's Cold Inside
- Diretto da: Dave Powers
- Scritto da: Sandy Krinski e Chet Dowling

### Trama
Durante una rapina, Jack ed il signor Furley rimangono bloccati nella cella frigo del signor Angelino. Certi di morire, Jack confessa di non essere omosessuale.
- Guest stars: Frank Schuller (Agente) e Joe George (Ladro).

## Guardate cosa ho trovato
- Titolo originale: Look What I Found
- Diretto da: Dave Powers

- Scritto da: David Mirkin

### Trama
I ragazzi trovano sul loro uscio un gattino e, sperando che possa fare uno strappo alla regola, lo lasciano davanti alla porta del signor Furley.
- Guest stars: George O. Petrie (Signor Williams) e Kaleena Kiff (Muffit).

## Il tatuaggio di Jack
- Titolo originale: Jack's Tattoo
- Diretto da: Dave Powers
- Scritto da: Ron Bloomberg, Al Gordon, Robert Sternin e Prudence Fraser

### Trama
Dopo una rimpatriata con alcuni vecchi amici, Jack si accorge di avere un tatuaggio imbarazzante e decide di farselo rimuovere. Janet crede si tratti di una vasectomia mentre il signor Furley pensa sia un'operazione di cambio sesso.
- Guest stars: Bill Cort (Dottor Porter), Linda Hoy (Infermiera Brown), Eleanor Mondale (Dottoressa Fairmont), Judy Walton (Infermiera Johnson) e Patty Dworkin (Signora).

## Jack si spoglia
- Titolo originale: Jack Takes Off
- Diretto da: Dave Powers
- Scritto da: David Mirkin

### Trama
Una pittrice si trasferisce nell'edificio e Jack decide di prendere parte alle sue lezioni per impressionarla. Durante una lezione, il ragazzo accetta di fare da modello ma scopre che deve posare nudo.
- Guest stars: Britt Leach (Frank), Sondra Currie (Arlene Price) e Janice Heiden (Marilyn Campbell).

## Non ti scordar di me
- Titolo originale: Forget Me Not
- Diretto da: Dave Powers
- Scritto da: David Mirkin, Budd Grossman e George Burditt

### Trama
Jack prende in prestito la nuova auto di Janet ed ha un incidente. Il ragazzo finge di soffrire di amnesia per evitare l'ira dell'amica.
- Guest stars: Sheila Rogers (Marge Andrews), Taaffe O'Connell (Barbara Howard), Richard Karron (Agente), Michael Ensign (Dottore) e Carol McAdam (Infermiera).

## L'ereditiera
- Titolo originale: The Heiress
- Diretto da: Dave Powers
- Scritto da: Joseph Staretski e Martin Rips

### Trama
Un vecchio cliente di Janet muore e alla lascia alla ragazza un vaso. Philip, il nipote dell'uomo, ha un interesse per Janet, ma Jack pensa abbia un secondo fine.
- Guest stars: David Ruprecht (Philip Dawson), Robert Clotworthy (Tony), Fran Ryan (Grace), Twyla Littleton (Ann) e Ian Abercrombie (Avvocato).

## Cupido fa gli straordinari
- Titolo originale: Cupid Works Overtime
- Diretto da: Dave Powers
- Scritto da: George Burditt, Michael Ross e Bernie West

### Trama
Mentre Janet annuncia il suo matrimonio con Philip, Jack incontra un'affascinante hostess, Vicky Bradford, e se ne innamora perdutamente.
- Guest stars: David Ruprecht (Philip Dawson), Mary Cadorette (Vicky Bradford), Robert Mandan (James Bradford), John Martin (Rex) e Dorothy Patterson (Signora).
- Note: La Cadorette e Mandan torneranno in Tre per tre con John Ritter. Richard Kline e Don Knotts sono assenti in questo episodio.

## Amici e amanti: Parte 1
- Titolo originale: Friends and Lovers: Part 1
- Diretto da: Dave Powers
- Scritto da: George Burditt, Michael Ross e Bernie West

### Trama
Janet e Philip programmano il loro matrimonio nell'appartamento, mentre Jack vuole ottenere l'approvazione del padre di Vicky.
- Guest stars: David Ruprecht (Philip Dawson), Mary Cadorette (Vicky Bradford), Robert Mandan (James Bradford), Robert Clotworthy (Tony), K.C. Winkler (Nancy) ed Henry Sutton (Ministro).
- Note: Questo episodio funge da backdoor pilot per lo spin-off Tre per tre.

## Amici e amanti: Parte 2
- Titolo originale: Friends and Lovers: Part 2
- Diretto da: Dave Powers
- Scritto da: George Burditt, Michael Ross e Bernie West

### Trama
Janet e Philip ritornano dal viaggio di nozze ed iniziano la loro nuova vita da sposati, Terri annuncia che si trasferirà alle Hawaii, mentre Jack e Vicky vanno a convivere sopra il ristorante.
- Guest stars: David Ruprecht (Philip Dawson), Mary Cadorette (Vicky Bradford) e Robert Mandan (James Bradford).
- Note: Questo episodio speciale diviso in due parti è stato originariamente trasmesso come unico episodio. Questo episodio è l'ultimo della serie e funge da backdoor pilot per lo spin-off Tre per tre. Ultima apparizione di John Ritter, Joyce DeWitt, Richard Kline, Don Knotts e Priscilla Barnes.